# Olympiska sommarspelen 1972
Olympiska sommarspelen 1972 var den tjugonde olympiadens spel och hölls i München  i Västtyskland mellan den 26 augusti och 11 september 1972. Ca 3,3 miljoner åskådare såg tävlingarna på plats. OS i München var det dittills största, såväl till antalet grenar som till antalet tävlande.
Spelen överskuggades av gisslandramat och morden på israeliska idrottare. Spelen fortsatte trots detta efter en sorgedag. Den mest framgångsrika idrottaren vid spelen var den amerikanske simmaren Mark Spitz som vann sju guldmedaljer.

## Deltagare

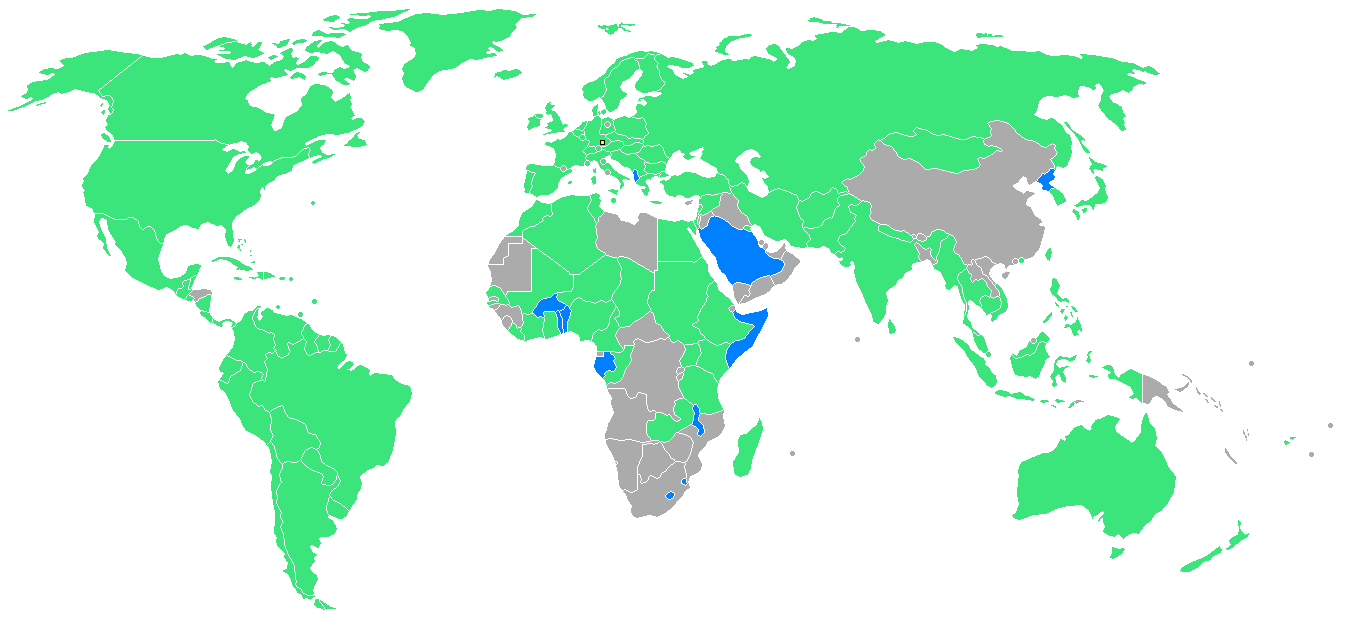
Karta över de deltagande nationerna vid olympiska spelen i München 1972. Grönt markerar nationerna som deltagit minst en gångare tidigare. Blått visar de nationer som deltog för första gången.

Ett nytt deltagarrekord togs i München med 121 deltagande lag. Albanien, Saudiarabien, Nordkorea och Brittiska Honduras (idag Belize) gjorde sina första spel. De flesta debutanter kom dock från Afrika med Gabon, Lesotho, Somalia, Swaziland, Togo, Dahomey (Benin) och Övre Volta (från 1984 Burkina Faso) vars idrottsmän deltog för första gången. Vid IOK:s 70:e session i Amsterdam suspenderade man Sydafrikas nationella kommitté som redan stängts ute vid spelen 1964 i Tokyo och 1968 i Mexico City då Sydafrika inte klarat av att få fram ett blandat lag. Rhodesia fick IOK:s tillstånd att delta med ett blandat lag men de 46 deltagarna fick resa hemåt då IOK ändrade sig efter hot om bojkott från 27 afrikanska stater. Efter sex dagars förhandlingar beslöt IOK med rösterna 36:34 att utesluta Rhodesia från spelen.

## De olympiska orterna

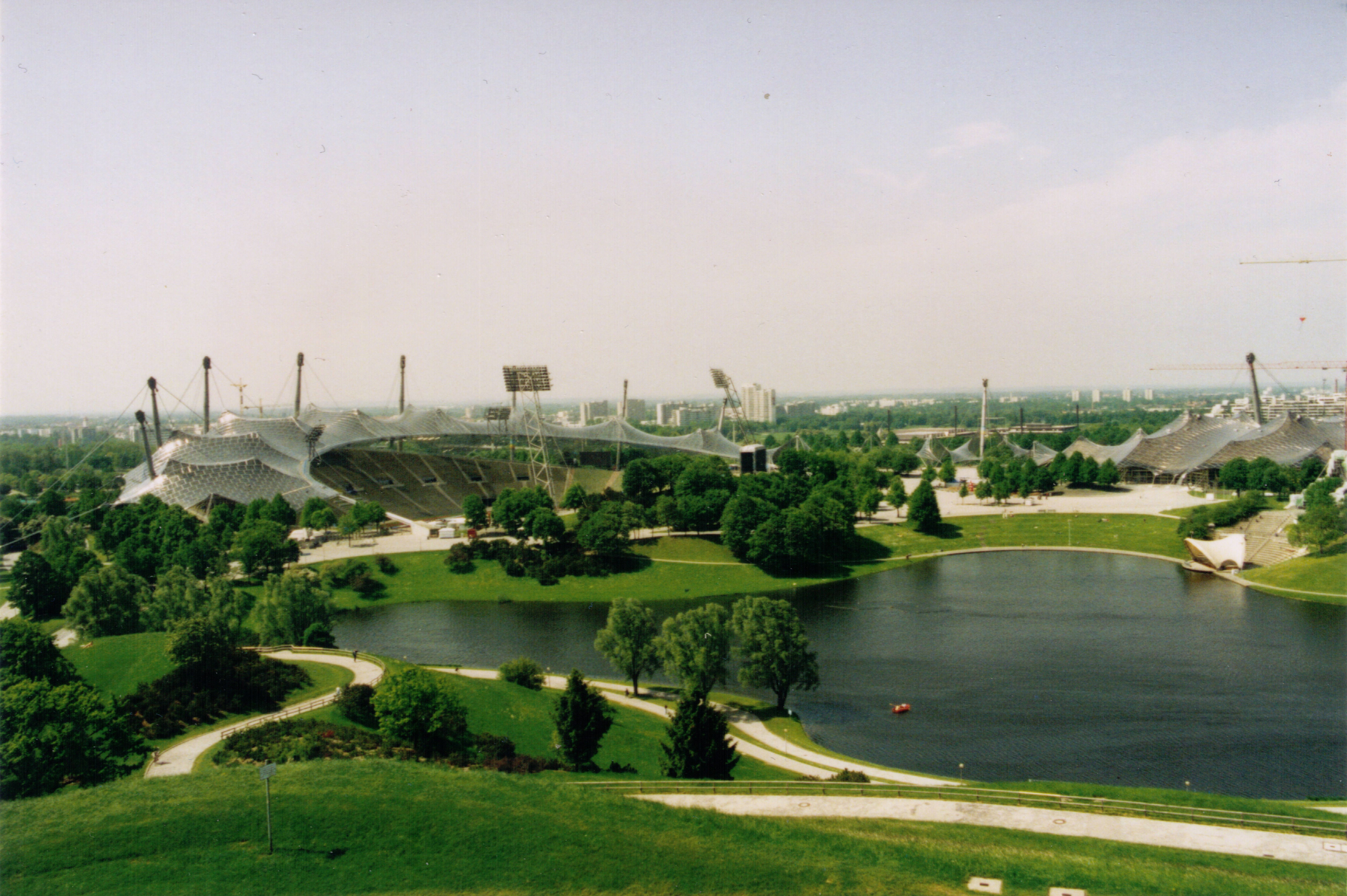
Olympiaparken i München.

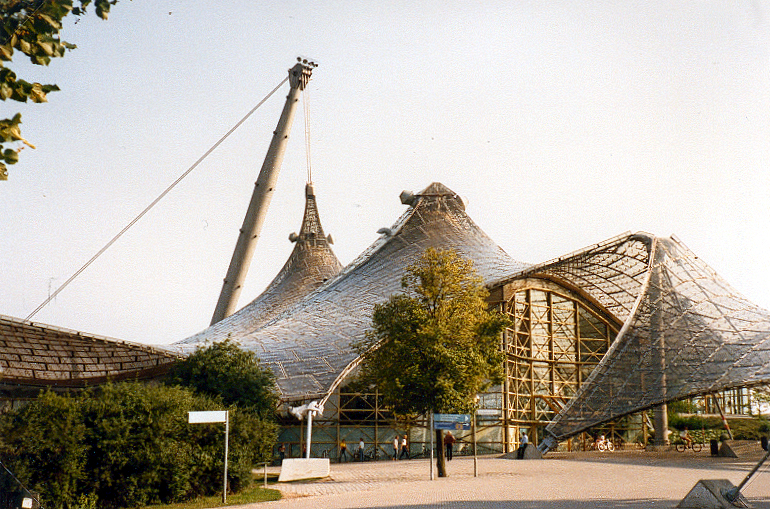
München - tältliknande olympiabyggnader

Tävlingsarenorna låg till största delen i München. Centrum för spelen var Münchens olympiapark (Olympiapark) på den nordliga delen av Oberwiesenfeld som förenade de största tävlingsanläggningarna. Konceptet "olympiska spel i det gröna" („Olympischen Spiele im Grünen“)  Arkitektbyrån kring
Günter Behnisch utvecklade hela utformningen av idrotts- och fritidsområdet vars byggande skedde 1968-1972. Totalt investerades mer än två miljarder D-mark i byggandet av nya idrottsanläggningar och olympiabyn (Olympisches Dorf). I centrum för arenorna stod Olympiastadion som hade plats för ciirka 77 000 åskådare och en 400 meter lång löparbana. Här ägde alla friidrottstävlingar rum. Dessutom ägde ridtävlingarna och delar av fotbollen rum här. Vidare var Olympiastadion plats för öppningsceremonin, sorgeceremonin och avslutningsceremonin. 
Arkitektbyrån under Günter Behnisch skapade simhallen i Olympiaparken med 9 182 platser och en 50-meters bassäng. Här skedde alla tävlingar i simning och simhoppning samt några vattenpolomatcher och 300 m fristilsimningen i den moderna femkampen. I det nuvarande issportcentret (Eissportzentrum) med 7 360 platser genomfördes boxningstävlingarna. 1970-1972 uppfördes velodromstadion (Radstadion) efter Herbert Schürmanns ritningar med en 285,714 meter träoval och plats för 4 157 åskådare. Olympiahallen (Olympiahalle), en sport- och multiarena nordost om Olympiastadion var plats för gymnastiktävlingarna och delar av handbollen. Åskådarkapaciteten var 10 563. I Olympiaparken hölls 4 000 meter terräng i den moderna femkampen. Andra arenor i olympiaparken var landhockeystadion (Hockeystadion) för 21 900 åskådare och Volleybollhallen för 3 680 åskådare. 
Även utanför olympiaparken fanns olympiska anläggningar. På Münchens mässområde uppförde man hallar för tyngdlyftning, brottning och judo och två hallar för fäktningen. I Hochbrück byggdes en skjutbana för skyttetävlingarna och pistolskyttet i den moderna femkampen. I Englischer Garten i München ägde bågskyttetävlingarna rum. På ridstadion i Trudering-Riem hölls ridtävlingarna med Nymphenburgslottet som kuliss. På Siegenburger Strasse byggde man en baskethall och i utomhusbassängen Dantebad hölls några vattenpolomatcher. I Oberschleißheim anlade man en regattasträcka för rodd- och kanottävlingarna. Kanotslalom förlades till Augsburger Eiskanal i Augsburg med plats för 25 000 åskådare. Segeltävlingarna och demonstrationssporten vattenskidor hölls i Kiel-Schilksee där man uppförde ett helt nytt olympiaområde. I hallar och utomhusarenor i  Augsburg, Böblingen, Göppingen, Ingolstadt, Nürnberg, Passau, Regensburg och Ulm hölls gruppspelsmatcher i fotbolls- och handbollsturneringarna. 

### Boende

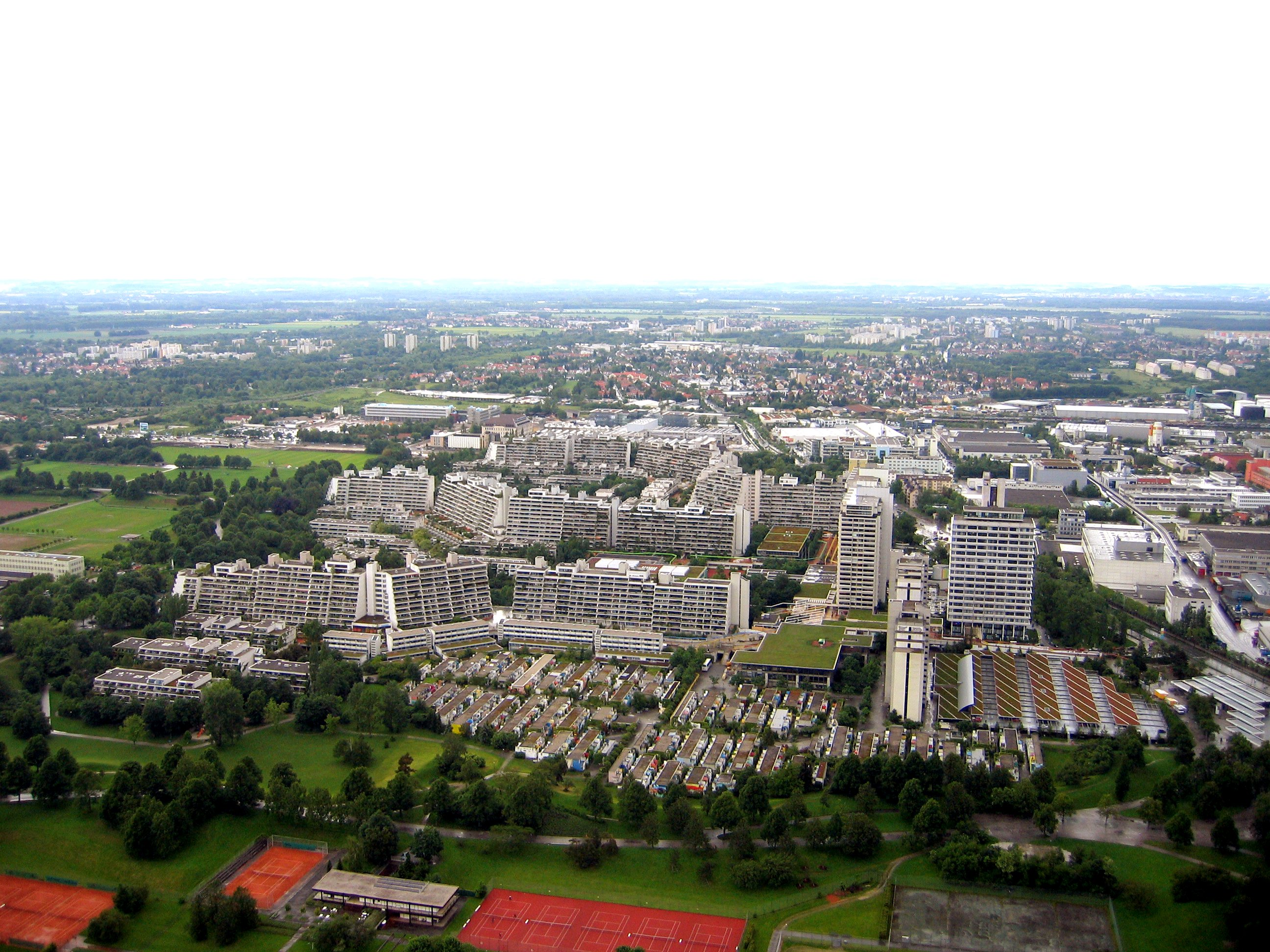
Olympiabyn i München.

Norr om Olympiastadion byggdes två olympiska byar. Dessa gick längs med Connollystrasse, Nadistrasse, Strassbergerstrasse och Helene-Mayer-Ring. I olympiabyn för de manliga deltagarna bodde 11 715 idrottare och ledare och i byn för de kvinnliga deltagarna 1 772. Byarna var öppna 1 augusti 1972-18 september 1972. Olympiabyarna hade träningsmöjligheter och underhållningsprogram. Olympiabyn för männen hade 2 995 lägenheter där, beroende på typ, mellan två och sju deltagare bodde i varje lägenhet. Olympiabyn för kvinnliga idrottare hade 1 718 lägenheter för en idrottare och bara nio lägenheter med plats för 6 idrottare. Förutom bostäderna och flera olika träningsplatser fanns här ett daghem, en kyrka, en skola, olika butiker, läkarmottagningar, restauranger, kaféer och en cafeteria med plats för 2 500 idrottare. Vidare fanns TV-rum, bordtennis, biljardbord, en teater med 350 platser och en biograf med 200 platser. Efter spelen byggdes olympiabyn för de manliga deltagarna om till ett vanligt bostadsområde. Olympiabyn för de kvinnliga deltagarna gjordes om till studenthem.

## Val av arrangörsort
Idén att ha de olympiska sommarspelen i München kom från Willi Daume som var president i Tysklands nationella olympiska kommitté. 28 oktober 1965 delade han sina planer med Münchens borgmästare Hans-Jochen Vogel. Flera medlemmar i den internationella olympiska kommittén (IOK) skulle efter det tyska olympialagets splittring vara beredda att rösta för Västtyskland. Utsikterna att få spelen till Västtyskland var därför goda och då kom bara München i fråga. Hans-Jochen Vogels invändning att München saknade praktiskt taget alla anläggningar för olympiska spel svarade Daume med att IOK snarare såg det som en fördel då de hellre såg nya arenor än gamla. Hans-Jochen Vogel såg då att München hade en bra chans. Om man hade framgång med ansökan skulle det innebära sex år av stora byggnationer och finansiella åtaganden. Å andra sidan skulle staden få de anläggningar som man länge saknat. Då arrangerandet av de olympiska spelen skulle ge stadens utveckling ytterligare fart stödde Vogel ansökan. Inom några veckor följde medgivande från tyska förbundsstaten, delstaten Bayern, den nationella olympiska kommittén och Münchens stadsfullmäktige. Ansökningen inlämnades 31 december 1965 även om IOK på begäran av Wien, Amsterdam och Detroit förlängt ansökningstiden till 20 januari 1966. Under den 65:e IOK-sessionen i Rom 26 april 1966 föll avgörandet. Valet stod mellan Montréal, Madrid, Detroit och München. 61 röstberättigade IOK-medlemmar var närvarande, för att nå ett slutgiltigt resultat måste minst 31 medlemmar rösta för en ansökningsstad.

## Organisation

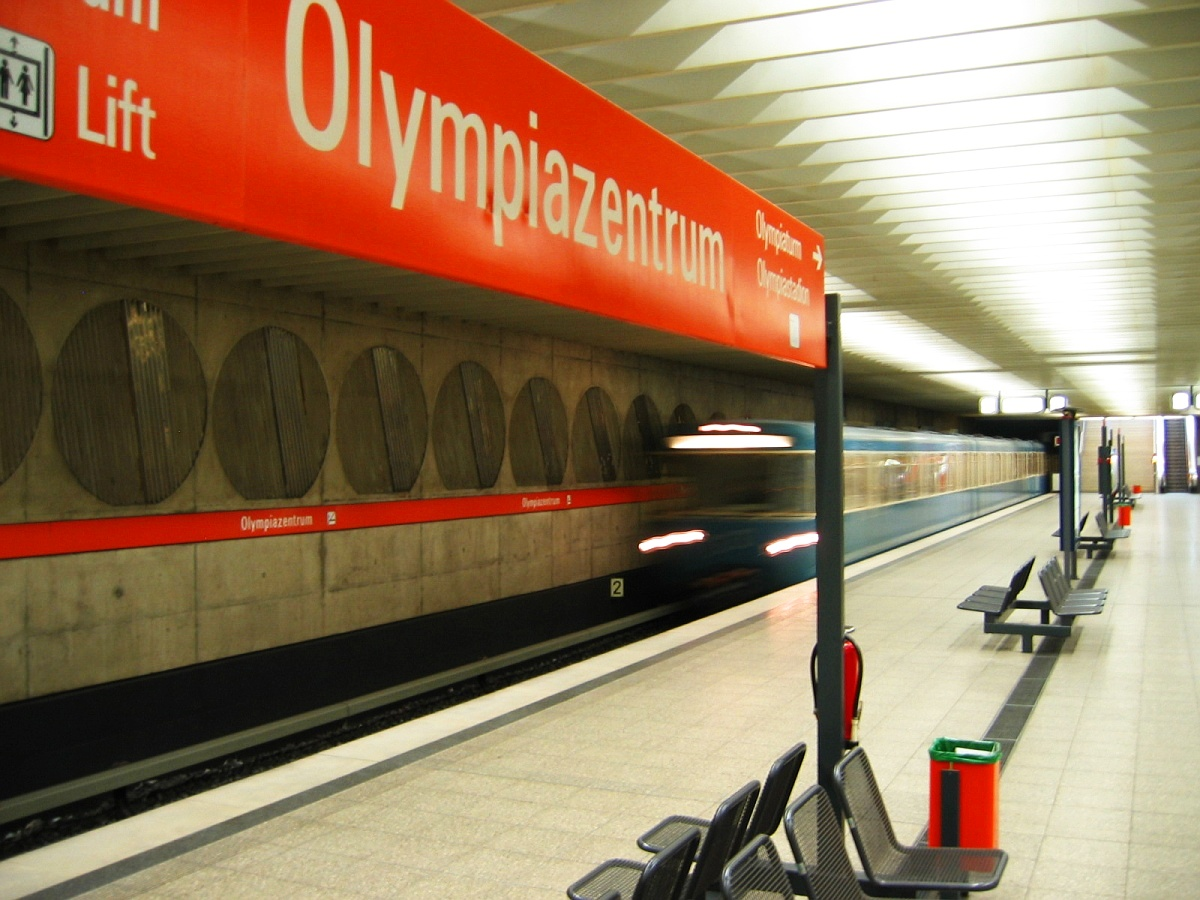
Tunnelbanestationen Olympiazentrum

Tysklands nationella olympiska kommitté beslutade att bilda en organisationskommitté, Organisationskomitees der XX. 
Olympischen Spiele München 1972 e.V., 19 maj 1966 i Kassel. 3 juli 1966 konstituerades kommittén i Münchens rådhus. Till de 17 grundarmedlemmarna hörde den tyska inrikesministern Paul Lücke, den bayerske kulturministern Ludwig Haber och Hans-Jochen Vogel som Münchens borgmästare. 1968 växte organisationskommittén till 38 medlemmar då företrädare för de olympiska specialförbunden kom in. 1972 var Willi Daume president för organisationskommittén. Hans-Dietrich Genscher, Ludwig Huber och Hans-Jochen Vogel fungerades som vicepresidenter. Beskyddare var Västtysklands förbundspresident Gustav Heinemann. Efter att man till en början enbart haft ett kontor påbörjade ett generalsekretariat sitt arbete 1 januari 1967. Sekretariatet förfogade över 13 avdelningar som i sin tur var indelade i avdelningar. Sammanlagt fanns flera hundra medarbetare. Den viktigaste uppgiften för avdelningen trafik var byggandet av linje U3 i Münchens tunnelbana. Efter att ha fått spelen gällde det för den bayerska delstatshuvudstaden att bygga upp ett väl fungerade trafiknät. Stadsfullmäktige (Stadtrat) ändrade 1966 planerna och beslutade om förtur för byggandet som egentligen skulle stå klart i sitt första avsnitt 1974. 8 maj 1972 följde slutligen start för trafiken på Münchens tunnelbanas linje U3 mellan Münchner Freiheit och Olympiazentrum. Tio dagar tidigare hade Münchens pendeltåg startat sin trafik.

## OS-eldens väg mot München

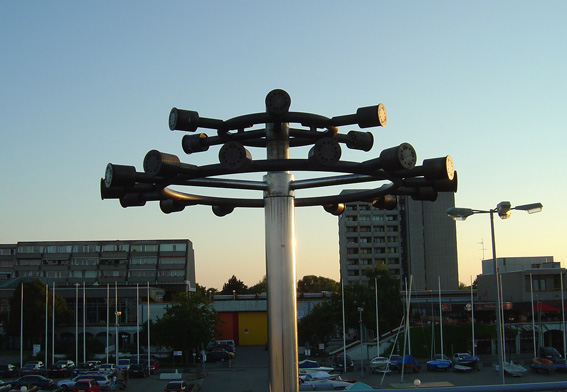
Platsen för den olympiska elden för seglingstävlingarna vid OS 1972.

1972 tändes en olympisk eld i Grekland som fördes till öppningsceremonin i München av 5 917 fackelbärare genom åtta länder (Grekland, Turkiet, Bulgarien, 
Rumänien, Jugoslavien, Ungern och Österrike) över 5 532 kilometer. Ansvarig för organiserandet var Hans von der Planitz som var tränare för de tyska maratonlöparna under 1930-talet. En av hans medarbetare var Fritz Schilgen som var den sista löparen vid spelen 1936. Eldens väg startade 28 juli 1972 klockan 12 i Olympia och första fackelbärare var den grekiske basketspelaren Ioannis Kirkilessis. Vidare väg innebar stopp bland annat i Aten (29 juli), Delfi (30 juli), Istanbul (7 augusti), Belgrad (17 augusti) och Kufstein (24 augusti). 26 augusti nådde elden Olympiastadion i München. Günther Zahn tände den olympiska elden under öppningsceremonin. Elden fördes sedan vidare till arrangörsorterna Augsburg och Kiel. Facklan av specialstål togs fram av Hagri i Kettwig på uppdrag av Kruppkoncernen. Spelens emblem, de olympiska ringarna och texten "München 1972 Spiele der XX. Olympiade" är ingraverade på facklan. På botten av facklan återfinns Kruppnamnet. Facklan är 75 cm lång och väger 1 350 gram och sammanlagt tog man fram 6 700 exemplar.

## Medaljerna
För de olympiska spelen i München togs totalt 1 109 medaljer fram för de tre förstplacerade. Dessa fördelade sig på 364 guld-, 364 silver- och 381 bronsmedaljer. Medaljerna togs fram av Giuseppe Cassioli och Gerhard Marcks och tillverkades av Bayerisches Hauptmünzamt i München. Medan man mellan 1928 och 1968 hållit fast vid den italienska professorn Giuseppe Cassiolis utformning valde man att ge organisationskommittén i München möjlighet att själv utforma baksidan av medaljen. Gerhard Marcks valde att avbilda de antika halvbröderna Kastor och Polydeukes som grekerna såg som skyddshelgon för kamperna och vänskapen. På framsidan är segergudinnan som i sin vänstra hand håller en palm och i sin högra en krona. Man präglade medaljerna med inskriften XX. Olympiade München 1972. Medaljerna var fästa med kedjor. För första gången graverades idrottarens och sportens namn på medaljranden. 

## Logotyp och maskot
För spelens logotyp lämnades 2 332 förslag in från allmänheten men inget av dessa fick ett gillande av organisationskommittén. Kommittén kom att ge uppdraget till en grupp under ledning av Otl Aicher. En jury beslutade sig för utformningen med strålkrans och spiral som skulle symbolisera begreppet "det strålande München" („Strahlendes München“). Victor Vasarely skapade postern med emblemet.  För första gången vid de olympiska sommarspelen fanns det en officiell maskot. Willi Daume hade idén att använda en tax som maskot då han själv hade en tax och på så sätt skapades ”Dackel Waldi”. Färgerna symboliserar det bayerska landskapet: blå för sommarhimlen, grön för alpängarna, silver för de speglande sjöarna och gul för stimulans.  Den tyska grafikern Otl Aicher var ansvarig för hela designen av de olympiska spelen, som var en tidig form av Corporate design. Han tog bland annat fram de piktogram som användes för att hjälpa publiken att hitta rätt till de olika tävlingarna.

## Terroristattentat
Huvudartikel: Münchenmassakern
Tävlingarna drabbades den 5 september av ett terroristattentat från Svarta september, en palestinsk grupp på åtta personer. Svarta september dödade två medlemmar av den israeliska truppen och tog dessutom nio deltagare som gisslan. I den därefter följande striden mot polis dödades samtliga i gisslan samt fem av terroristerna och en västtysk polis. Spelen avbröts och en minneshögtid hölls i Olympiastadion och efter en 34 timmar lång paus återupptogs tävlingarna som trots mot terroristerna.
De elva idrottsmän som sköts till döds under OS-spelen i München var: David Berger, Joseph Gutfreund, Moshe Weinberg, Eliezer Halfen, Mark Salvin, Zeev Friedman, Josef Romano, Kehat Shor, Andre Spitzer, Amitzur Shapira och Jacob Szpringer.

## Att notera
- Bågskytte kom tillbaka efter 52 års frånvaro och handboll efter 36 års frånvaro.
- Kanotslalom var en nyhet i OS-sammanhang. Alla fyra grenarna vanns av östtyska kanotister.
- Tävlingarnas främste medaljör var den amerikanske simmaren Mark Spitz, som erövrade inte mindre än sju guldmedaljer samtidigt som han satte sju världsrekord.
- Lasse Virén, Finland vann såväl 5 000 m som 10 000 m (det senare loppet trots ett fall). Han skulle upprepa sin bragd fyra år senare.
- Olga Korbut, Sovjetunionen -"Sparven från Minsk" - blev stor publikfavorit trots att hon efter ett fall misslyckades att ta hem mångkampen. Två guld blev hennes kap.
- Sprintern Valerij Borzov, Sovjetunionen tog hem dubbeln på 100 m och 200 m.
- Simmerskan Shane Gould, Australien erövrade tre guld, ett silver och ett brons.
- Olympiska spelens första dopningsfall ägde rum när den amerikanska simmaren Rick Demont hade tagit ett förbjudet medel. Han fick lämna tillbaka sin medalj.[2]
- Liselott Linsenhoff från Västtyskland, guld i dressyr, blev första kvinna att ta individuellt guld i ridsport.
- Svenske simmaren Gunnar Larsson och amerikanen Tim McKee noterade båda 4:31,98 på 400 medley. Larsson vann eftersom han hade två tusendels sekund bättre tid. Efter detta ändrades reglerna så att endast hundradelar skulle noteras.
- Tyngste OS-deltagaren någonsin var brottaren Chris Taylor (USA), bronsmedaljör i fristilens supertungvikt. Han vägde 186,88 kg.
- För första gången tog Colombia en OS-medalj. Den historiske var Helmut Bellingrodt, silvermedaljör i viltmålsskytte.
- I basketboll bröts USA:s segersvit från 1936, efter 62 matcher. Finalmatchen slutade med en seger för Sovjetunionen (51-50), som satte de vinnande poängen i matchens slutsekund. USA protesterade och hävdade att matchklockan startats på felaktigt sätt i matchens slutskede och man vägrade acceptera silvermedaljen.
- För första gången gick guldet i stavhopp inte till USA.
- Leif ”Loket” Olsson dömde handbollens match om tredjepris mellan Rumänien och Östtyskland.
- Under detta OS träffades den blivande Carl XVI Gustaf och drottning Silvia för första gången.
- I och med att den svenska gruppen The Spotnicks inspelning av If You Could Read My Mind användes som signaturmelodi i ett program som sändes på TV i Västtyskland under OS fick gruppen en hit där för första gången sedan 60-talet, och rönte stora framgångar under 70-talet.

## Sporter
| - Basket - Boxning - Brottning - Bågskytte - Cykling - Fotboll - Friidrott - Fäktning | - Gymnastik - Handboll - Judo - Kanot/kajak - Landhockey - Modern femkamp - Ridsport - Rodd | - Segling - Simhopp - Simning - Skytte - Tyngdlyftning - Vattenpolo - Volleyboll |

Demonstrationssporter
- Vattenskidor
- Badminton

## Framstående idrottare och prestationer
Sammanlagt slogs 52 världsrekord och 96 olympiska rekord vid spelen i München. 
| De mest framgångsrika deltagarna | De mest framgångsrika deltagarna | De mest framgångsrika deltagarna | De mest framgångsrika deltagarna | De mest framgångsrika deltagarna | De mest framgångsrika deltagarna | De mest framgångsrika deltagarna | De mest framgångsrika deltagarna |
| Rang                             | Idrottare                        | Land                             | Idrott                           | Guld                             | Silver                           | Brons                            | Totalt                           |
| -------------------------------- | -------------------------------- | -------------------------------- | -------------------------------- | -------------------------------- | -------------------------------- | -------------------------------- | -------------------------------- |
| 1                                | Mark Spitz                       | USA                              | Simning                          | 7                                | 0                                | 0                                | 7                                |
| 2                                | Sawao Kato                       | Japan                            | Gymnastik                        | 3                                | 2                                | 0                                | 5                                |
| 3                                | Shane Gould                      | Australien                       | Simning                          | 3                                | 1                                | 1                                | 5                                |
| 4                                | Olga Korbut                      | Sovjetunionen                    | Gymnastik                        | 3                                | 1                                | 0                                | 4                                |
| 5                                | Melissa Belote                   | USA                              | Simning                          | 3                                | 0                                | 0                                | 3                                |
| 5                                | Sandra Neilson                   | USA                              | Simning                          | 3                                | 0                                | 0                                | 3                                |

## Svenska insatser
- Se Sverige i olympiska sommarspelen 1972

## Medaljfördelning
| Plac. | Land          | Guld | Silver | Brons | Totalt antal medaljer |
| ----- | ------------- | ---- | ------ | ----- | --------------------- |
| 1     | Sovjetunionen | 50   | 27     | 22    | 99                    |
| 2     | USA           | 33   | 31     | 30    | 94                    |
| 3     | Östtyskland   | 20   | 23     | 23    | 66                    |
| 4     | Västtyskland  | 13   | 11     | 16    | 40                    |
| 5     | Japan         | 13   | 8      | 8     | 29                    |
| 6     | Australien    | 8    | 7      | 2     | 17                    |
| 7     | Polen         | 7    | 5      | 9     | 21                    |
| 8     | Ungern        | 6    | 13     | 16    | 35                    |
| 9     | Bulgarien     | 6    | 10     | 5     | 21                    |
| 10    | Italien       | 5    | 3      | 10    | 18                    |

## Deltagande nationer
Totalt deltog 121 länder i spelen 1972. Albanien, Dahomey (nu Benin), Gabon, Lesotho, Malawi, Nordkorea, Saudiarabien, Somalia, Swaziland, Togo och Övre Volta (nu Burkina Faso) debuterade vid dessa spel. Rhodesia var från början inbjudna att delta, men efter kraftiga protester från många afrikanska länder som motsatte sig den rhodesiska regimens apartheidpolitik så uteslöts Rhodesia från spelen fyra dagar innan invigningen.
| | | | |
| - Afghanistan - Albanien - Algeriet - Amerikanska Jungfruöarna - Argentina - Australien - Bahamas - Barbados - Belgien - Bermuda - Bolivia - Brasilien - Brittiska Honduras - Bulgarien - Burma - Ceylon - Chile - Colombia - Costa Rica - Dahomey - Danmark - Dominikanska republiken - Ecuador - Egypten - Elfenbenskusten - El Salvador - Etiopien - Filippinerna - Fiji - Finland - Frankrike | - Gabon - Ghana - Grekland - Guatemala - Guyana - Haiti - Hongkong - Indien - Indonesien - Iran - Irland - Israel - Italien - Island - Jamaica - Japan - Jugoslavien - Kambodja - Kamerun - Kanada - Kenya - Kongo-Brazzaville - Kuba - Kuwait - Lesotho - Libanon - Liberia - Liechtenstein - Luxemburg - Madagaskar | - Malawi - Malaysia - Mali - Malta - Marocko - Mexiko - Monaco - Mongoliet - Nederländerna - Nederländska Antillerna - Nepal - Nicaragua - Niger - Nigeria - Nordkorea - Norge - Nya Zeeland - Pakistan - Panama - Paraguay - Peru - Polen - Portugal - Puerto Rico - Republiken Kina - Rumänien - San Marino - Saudiarabien - Schweiz - Senegal | - Singapore - Somalia - Sovjetunionen - Spanien - Storbritannien - Sudan - Surinam - Sverige - Swaziland - Sydkorea - Sydvietnam - Syrien - Tanzania - Tchad - Thailand - Tjeckoslovakien - Togo - Trinidad och Tobago - Tunisien - Turkiet - Uganda - Ungern - Uruguay - USA - Venezuela - Västtyskland - Zambia - Österrike - Östtyskland - Övre Volta |

### Fotnoter
1. ↑  Den sjätte, tolfte och trettonde olympiadens spel ställdes på grund av världskrig in. Därför är dessa spel de sjuttonde sommarspelen, alternativt artonde om jubileumsspelen 1906 räknas in.